# Ki Tawo
Ki Tawo (Biblisches Hebräisch כִּי-תָבוֹא ‚Wenn du kommst‘ – zu ergänzen: in das Land, das der Ewige dir als Besitz gibt) ist ein Leseabschnitt (Parascha oder Sidra) der Tora und umfasst den Text
Dtn/Dewarim 26–29:8 (26,1–19 , 27 , 28 , 29,1–8 ).
Es handelt sich um die Sidra des 3. Schabbats im Monat Elul.

## Wesentlicher Inhalt
- Darbringung der Erstlingsfrüchte
- Absonderung des Ma'aser (Zehnt)
- Niederschrift der Toraworte in Stein
- Keine Verwendung behauener Steine für den Altar
- Keine Götzenanbetung
- Keine Geringschätzung von Vater und Mutter
- Keine Verrückung des Grenzsteines
- Keine Irreführung blinder Personen
- Keine Rechtsbeugung gegenüber Fremden, Waisen und Witwen
- Verfluchung des Ehebruchs mit der Frau des Vaters
- Verfluchung der Sodomie
- Verfluchung der Unzucht mit Schwester, Schwägerin oder Schwiegermutter
- Verfluchung von Mord und Totschlag
- Verfluchung der Nichterfüllung der ganzen Tora
- Segen für Gehorsam – Fluch für Ungehorsam
- Androhung von Krankheiten, Kriegsnöten, Hungersnot und Zerstreuung unter die Völker (Tochacha)
- Einleitung der letzten Verfügungen des Mose:
  - Erinnerung an die Wunder und Wohltaten Gottes an Israel in der Wüste
  - Erinnerung an die Kriege gegen Sichon und Og
  - Erinnerung an die Besitzergreifung des Landes durch die Stämme Ruben, Gad und halb Manasse

## Haftara
Die zugehörige Haftara ist
Jesaja 60 .